# Antonio Caetani (cardinal, 1621)
Antonio Caetani, né à Rome, Italie, en 1566 et mort le 17 mars 1624 à Rome) est un cardinal italien  du XVIIe siècle.
Il est un descendant du pape Boniface VIII, un neveu du cardinal Enrico Caetani (1585), le cousin du cardinal Ascanio Colonna (1586), le frère du cardinal Bonifazio Caetani (1606) et l'oncle du cardinal Luigi Caetani (1626). D'autres cardinaux de la famille sont Antonio Caetani (1402) et Niccolò Caetani (1536).

## Biographie
Antonio Caetani naît en 1566, à Rome, en Italie.
Il étudie à l'université de Bologne et à l'université de Pérouse. Il est abbé commendataire de l'abbaye de Nonantola à partir de 1599. En 1605, il est élu archevêque de Capoue. Il est nonce apostolique en Autriche (en) en de 1606 à 1610 et nonce apostolique en Espagne de 1611 à 1618.
Le pape Grégoire XV le crée cardinal lors du consistoire du 19 avril 1621. Le cardinal Caetani est nommé légat apostolique à Bologne en 1621. Il participe au conclave de 1623, lors duquel Urbain VIII est élu.
Le cardinal Caetani est une personne d'une grande culture. Il écrit notamment des poésies satiriques et il est un promoteur de l'Accademia degli umoristi di Roma.

## Succession apostolique
Antonio Caetani a ordonné les évêques suivants :
- Archevêque Karl von Lamberg (de) (1607)
- Évêque Pedro González del Castillo (it) (1614)
- Évêque Martín Manso de Zúñiga (es) (1616)
- Évêque Cristoforo Caetani (it) (1623)
- Évêque Felice Siliceo  (1623)